# Wilhelm Frick
Wilhelm Frick (12 tháng 3 năm 1877 - 16 tháng 10 năm 1946) là một chính trị gia người Đức của NSDAP, từng là Bộ trưởng Nội vụ Reich trong nội các Hitler từ năm 1933 đến năm 1943  và là thống đốc cuối cùng của Xứ bảo hộ Bohemia và Moravia. Sau thế chiến II, ông ta đã bị kết án về tội ác chiến tranh tại toà án Nürnberg và bị treo cổ.

## Tiểu sử
Frick sinh ra ở thành phố Alsenz của thành phố Palatinate, lúc đó đó là một phần của Vương quốc Bayern, nước Đức, là con cuối cùng trong số bốn người con của giáo viên Tin Lành Wilhelm Frick sen. (năm 1918) và vợ ông Henriette (née Schmidt). Ông đã tham dự phòng tập thể dục ở Kaiserslautern, vượt qua kỳ thi Abitur vào năm 1896. Ông tiếp tục theo học tại Đại học Munich, nhưng ngay sau khi chuyển sang học luật ở Heidelberg và Berlin, lấy Staatsexamen vào năm 1900, tiếp theo là tiến sĩ năm sau. Phục vụ như một cuộc trưng cầu dân ý từ năm 1900, ông gia nhập cơ quan công quyền Bavaria năm 1903, làm luật sư tại Sở Cảnh sát Munich. Ông được bổ nhiệm làm Bezirksamtassessor ở Pirmasens năm 1907 và trở thành quận trưởng năm 1914. Frick đã không phục vụ trong Chiến tranh thế giới thứ nhất. Ông được thăng cấp chính thức cho một thẩm phán Regierungs và theo yêu cầu của ông, bài của ông tại Sở cảnh sát Munich vào năm 1917.
Vào ngày 25 tháng 4 năm 1910, Frick đã kết hôn với Elisabetha Emilie Nagel (1890-1978) tại Pirmasens. Họ có hai con trai và con gái. Cuộc hôn nhân kết thúc trong một vụ li hôn xấu xí vào năm 1934. Một vài tuần sau đó, vào ngày 12 tháng 3, Frick kết hôn ở Münchberg với Margarete Schultze-Naumburg (1896-1960), vợ cũ của cựu thành viên Đức Quốc xã Reichstag Paul Schultze-Naumburg. Margarete đã sinh ra một con trai và một con gái.